# Mecaphesa revillagigedoensis
Mecaphesa revillagigedoensis là một loài nhện trong họ Thomisidae.
Loài này thuộc chi Mecaphesa. Mecaphesa revillagigedoensis được Mauricio Jiménez miêu tả năm 1991.